# Īschī Bilādī
Īshī Bilādī (en español: Viva mi País) es el himno nacional de los Emiratos Árabes Unidos (en Árabe: النشيد الوطني الاماراتي) desde 1971. Compuesta por el músico egipcio Mohammad Abdel Wahab. La letra fue escrita por Arif Al Sheik Abdullah Al-Hassan en 1996.

## Letra
| Original en árabe                  | Transliteración                             | Traducción al español                                              |
| عيشي بلادي عاش اتحاد إماراتنا      | ‘īšiy bilādī, ‘aiš itiḥadu imārātinā        | Viva mi país, que la unidad de nuestros Emiratos ha vivido         |
| عشت لشعب                           | ‘išit liš`abin                              | Que vivas por una nación                                           |
| دينه الإسلام هديه القرآن           | dīnuhu l-islāmu haḏihul qurʾānu             | Cuya fe sea el Islam y su guía el Corán                            |
| حصنتك باسم الله يا وطن             | ḥaṣṣantuki bismillah yā waṭan               | Te hice fuerte en el nombre de Dios, ¡oh! patria                   |
| بلادي بلادي بلادي بلاد             | bilādī, bilādī, bilādī, bilādi,             | Mi país, mi país, mi país, mi país,                                |
| حماك الإله شرور الزمان             | ḥamāki illāhu šurūr a'zamān                 | Dios te ha protegido desde los malos tiempos                       |
| أقسمنا أن نبني نعمل                | aqsamnā an nabnī n‘amalu                    | Hemos jurado construir y trabajar                                  |
| نعمل نخلص نعمل نخلص                | n‘amal nuḫliṣ n‘amal nuḫliṣ                 | Trabajar sinceramente, trabajar sinceramente                       |
| مهما عشنا نخلص نخلص                | mahmā ‘ašna nuḫliṣ nuḫliṣ                   | Mientras vivamos, seremos sinceros sinceros                        |
| دام الأمان و عاش العلم يا إماراتنا | dām alamān wa ‘āš al-‘ālamu yā al-imārātinā | Que la seguridad dure y la bandera se alce, ¡Oh! Emiratos nuestros |
| رمز العروبة                        | ramz al‘urūbati                             | El símbolo de lo árabe                                             |
| كلنا نفديك بالدما نرويك            | kullunā nafdīki bidimā nurwīki              | Todos nos sacrificamos por ti, te proveemos con nuestra sangre     |
| نفديك بالأرواح يا وطن              | nafdīkā bil-arwāḥi yā waṭan                 | Nos sacrificamos por ti con nuestras almas, ¡oh! patria            |

- Datos: Q423807